# Questo è amore
| Recensione | Giudizio |
| ---------- | -------- |
| AllMusic   |          |
| Rockol.it  |          |

Questo è amore è una raccolta del cantautore italiano Lucio Dalla, pubblicata l'8 novembre 2011 e costituita da due CD contenenti trentuno tracce in totale, tra le quali tre brani inediti ed una nuova versione della canzone Meri Luis, interpretata in duetto con Marco Mengoni.
L'album è interamente costituito da canzoni poco conosciute, scelte in virtù dell'importanza che esse hanno avuto sul piano personale per lo stesso cantautore, il quale ha voluto così riscoprirle e riproporle.
Si tratta dell'ultimo album pubblicato da Lucio Dalla prima della sua morte, avvenuta il 1º marzo 2012.
Il 3 marzo 2012 l'album esce nei negozi con l'aggiunta del brano sanremese Nanì, in coppia con il cantante Pierdavide Carone.

## Tracce
CD 1
1. La leggenda del prode Radames – 3:18 (Sam Coslow, Antonio Virgilio Savona, Agenore Incrocci)
2. Anema e core – 5:26 (Salve D'Esposito, Tito Manlio)
3. Anche se il tempo passa (amore) – 3:49 (Lucio Dalla, Paolo Piermattei, Leonardo Borrelli)
4. Meri Luis – 4:06 (Lucio Dalla) – con Marco Mengoni
5. Angoli nel cielo – 3:22 (Lucio Dalla, Bruno Mariani, Marco Alemanno)
6. Questo amore – 4:27 (Lucio Dalla, Paolo Piermattei)
7. Malinconia d'ottobre – 4:42 (Lucio Dalla, Marco Alemanno)
8. Amore disperato – 4:28 (Lucio Dalla)
9. Prima dammi un bacio – 5:33 (Lucio Dalla)
10. Tu non mi basti mai – 4:30 (Lucio Dalla, Tullio Ferro)
11. Domani – 5:04 (Lucio Dalla, Laurex)
12. Latin Lover – 5:26 (Lucio Dalla)
13. Erosip – 4:02 (Lucio Dalla)
14. Le rondini – 5:35 (Lucio Dalla, Mauro Malavasi)
15. E l'amore – 4:21 (Lucio Dalla)

Durata totale: 68:09
CD 2
1. Chissà se lo sai – 4:01 (Lucio Dalla, Rosalino Cellamare)
2. Soli io e te – 5:22 (Lucio Dalla)
3. Stornello – 4:12 (Lucio Dalla, Rosalino Cellamare)
4. Viaggi organizzati – 4:51 (Lucio Dalla)
5. Pecorella – 5:02 (Lucio Dalla)
6. Solo – 5:19 (Lucio Dalla)
7. Mambo – 5:05 (Lucio Dalla)
8. Notte – 3:38 (Lucio Dalla)
9. Tango – 3:58 (Lucio Dalla)
10. Quale allegria – 4:28 (Lucio Dalla)
11. E non andar più via – 3:20 (Lucio Dalla)
12. Due ragazzi – 5:00 (Lucio Dalla, Roberto Roversi)
13. Tu parlavi una lingua meravigliosa – 3:51 (Lucio Dalla, Roberto Roversi)
14. Anna Bellanna – 3:22 (Lucio Dalla, Paola Pallottino)
15. Il coyote – 4:36 (Lucio Dalla, Roberto Roversi)
16. L'ultima vanità – 3:14 (Lucio Dalla, Gianfranco Baldazzi, Sergio Bardotti)

Durata totale: 69:19

## Formazione
- Lucio Dalla – voce, clarinetto, tastiera
- Mauro Malavasi – pianoforte, cori, tastiera, tromba
- Beppe D'Onghia – pianoforte, programmazione, tastiera
- Bruno Mariani – chitarra elettrica, cori, chitarra acustica
- Paolo Piermattei – pianoforte, cori, chitarra elettrica, tastiera, basso
- Giovanni Pezzoli – batteria
- Checco Coniglio – trombone
- Marco Alemanno, Roberto Costa, Emanuela Cortesi, Roberta Giallo, Susanna Torres – cori

## Classifiche
| Classifica (2011-2012) | Posizione massima |
| ---------------------- | ----------------- |
| Italia                 | 9                 |
| Svizzera               | 46                |